# Darapiozite
La darapiozite (simbolo IMA: Dar) è un minerale e un ciclosilicato molto raro del gruppo della milarite all'interno della classe minerale dei "silicati e germanati" con la composizione chimica idealizzata KNa2Mn2+2Zn2LiSi12O30.

## Etimologia e storia
La darapiozite è stata scoperta nelle morene del ghiacciaio Dara-i-Pioz nelle montagne Alaj in Tagikistan. Hanno chiamato il minerale darapiozite dalla sua località tipo.

## Classificazione
Nell'obsoleta 8ª edizione della sistematica dei minerali secondo Strunz, la darapiozite non è ancora elencata.
Nella Sistematica dei lapis (Lapis-Systematik) secondo Stefan Weiß, che si basa ancora su questa vecchia edizione di Strunz per considerazione verso i collezionisti privati e le collezioni istituzionali, al minerale è stato assegnato il sistema e al minerale nº VIII/E.22-130. In questa Sistematica corrisponde alla classe dei "silicati e germanati" e quindi alla divisione dei "ciclosilicati", dove la darapiozite insieme ad agakhanovite-(Y), almarudite, armenite, berezanskite, brannockite, chayesite, dusmatovite, eifelite, emeleusite, faizievite, friedrichbeckeite, klöchite, lipuite, merrihueite, milarite, oftedalite, osumilite, osumilite-(Mg), poudretteite, roedderite, shibkovite, sogdianite, sugilite, trattnerite, yagiite e yakovenchukite-(Y) forma il gruppo "Sei anelli doppi [Si12O30]12-" con il sistema nº VIII/E.22.
La 9ª edizione della sistematica minerale di Strunz, che è stata aggiornata l'ultima volta dall'Associazione Mineralogica Internazionale (IMA) nel 2024, classifica la darapiozite nella categoria "9.C Ciclosilicati". Questa è ulteriormente suddivisa in base alla struttura degli anelli, in modo che il minerale possa essere trovato nella suddivisione "9.CM [Si6O18]12- anelli doppi con 6 membri (sei doppi anelli)" secondo la sua struttura, dove insieme ad almarudite, armenite, berezanskite, brannockite, chayesite, dusmatovite, eifelite, friedrichbeckeite, klöchite, merrihueite, milarite, oftedalite, osumilite, osumilite-(Mg), poudretteite, roedderite, shibkovite, sogdianite, sugilite, trattnerite e yagiite forma il sistema nº 9.CM.05.
La sistematica dei minerali secondo Dana, che viene utilizzata principalmente nel mondo anglosassone, classifica anche la darapiozite nella classe dei "silicati e dei germanati", ma lì nella già più finemente suddivisa divisione dei "silicati ad anello: anelli condensati". Qui è nel "Gruppo Milarite-Osumilita (Sottogruppo Milarite-Osumilith)" con il sistema nº 63.02.01a all'interno della sottosezione "Silicati ad anello: anelli condensati a 6 membri".

## Chimica
La darapiozite ha la composizione misurata:
- {\displaystyle \mathrm {^{[12]}K^{[9]}(Na_{1,22}K_{0,36}\Box _{0,42})^{[6]}(Mn_{1,54}^{2+}Zr_{0,30}Y_{0,23}Mg_{0,03})^{[4]}(Li_{1,53}Zn_{1,15}Fe_{0,31}^{2+})^{[4]}Si_{11,98}O_{30}} }

dove tra parentesi quadre è riportato il numero di coordinazione della rispettiva posizione nel struttura cristallina.
La composizione idealizzata del membro terminale della darapiozite è stata contestata. Nel 1976, Semenov e collaboratori diedero la composizione semplificata come (K,Na)3ZrLi(Mn,Zn)2Si12O30.
Nel 1999 la darapiozite è stata definita come KNa2Mn2+2LiZn2Si12O30 e un anno dopo un altro gruppo di ricercatori hanno definito la composizione del minerale come KNa2Mn2+Zr4+Li3Si12O30.
Hawthorne, che è stato coinvolto nella pubblicazione di entrambe le formule contraddittorie, ha pubblicato uno schema generale per determinare la composizione finale degli rami di cristalli misti complessi nel 2002 e conferma la formula di darapiozite del 1999.
Nella "Lista IMA/CNMNC dei minerali e dei nomi dei minerali", la composizione semplificata è indicata come KNa2Mn2(Li2ZnSi12)O30. Questa composizione non è elettricamente neutra e ha un eccesso di carica negativa. Come fonte viene citato lo studio strutturale di Giovanni Ferraris e collaboratori (1999), in cui questa formula però non è menzionata.
Le composizioni misurate di darapiozite corrispondono a cristalli misti di darapiozite con sogdianite (incorporazione di zirconio) e un ipotetico membro finale della composizione K☐2M3+2Zn2LiSi12O30 (incorporazione di ittrio Y3+).

## Abito cristallino
La darapiozite cristallizza nel sistema esagonale nel gruppo spaziale P6/mcc (gruppo nº 192) con i parametri del reticolo a = 10,262 Å e c = 14,307 Å così come due unità di formula per cella unitaria.
La darapiozite è l'isotipo della milarite, il che significa che cristallizza con la stessa struttura. La posizione C coordinata 12 volte è completamente occupata dal potassio (K+), la posizione B coordinata 9 volte non è completamente occupata dal sodio (Na+) e dal potassio. Il manganese (Mn2+), lo zirconio (Zr4+), l'ittrio (Y3+) e tracce di magnesio (Mg2+) riempiono la posizione A coordinata 6 volte. La posizione T2 coordinata tetraedrica contiene principalmente litio (Li+) e zinco (Zn2+) e un po' di ferro (Fe2+). La posizione T1, che costruisce i 6 doppi anelli, contiene solo silicio (Si4+).

## Origine e giacitura
La darapiozite si forma in pegmatiti ricche di alcali e sottosature di acqua a bassa pressione (<2 kbar) e temperature intorno a 450-500 °C. Finora, è stato trovato solo nella sua località tipo, le morene del ghiacciaio Darai-Pioz nei monti Alaj in Tagikistan.
La darapiozite si trova qui associata a quarzo, pirosseno di sodio, egirina, eudialyte, schizolite, mica di litio, polylithionite, al minerale del gruppo della milarite sogdianite così come al microclino e reedmergnerite.
Questa località molto ricca di minerali rappresenta la località tipo di 43 minerali, 5 dei quali provengono dal solo gruppo milarite: berezanskite, darapiozite, dusmatovite, shibkovite e sogdianite. Inoltre, qui sono stati rilevati altri due minerali del gruppo della milarite: osumilite e sugilite.

## Forma in cui si presenta in natura
La darapiozite sviluppa sfere di cristallo isometriche da incolori a bianche di dimensioni inferiori a un centimetro. Le superfici delle superfici da trasparenti a traslucide hanno una lucentezza simile al vetro.